# Provincia de Madhesh
Madhesh (en nepalí: मधेश प्रदेश) es una de las siete provincias establecidas por la nueva constitución de Nepal, que fue adoptada el 20 de septiembre de 2015. Limita al norte con la provincia de Bagmati, el estado indio de Bihar al sur, y la provincia de Koshi al este. La ciudad de Janakpur fue declarada capital interina el 17 de enero de 2018.
Tiene un área de 9661 km² y tenía una población de 5 404 145 habitantes según el censo de 2011, por lo que es la provincia con mayor densidad en Nepal.

## Subdivisiones administrativas
La provincia se divide en los siguientes distritos:
- Distrito de Saptari
- Distrito de Parsa
- Distrito de Sarlahi
- Distrito de Bara
- Distrito de Siraha
- Distrito de Dhanusha
- Distrito de Rautahat
- Distrito de Mahottari

Los distritos son administrados por un comité de coordinación de distrito y un oficial de administración. Los distritos se subdividen en municipios y comunidades rurales (gaunpalikas). La provincia N.º 2 tiene una ciudad metropolitana, tres ciudades sub metropolitanas, 73 municipios y 59 comunidades rurales.